# Shafter (Nevada)
Shafter é uma cidade fantasma no condado de Elko, estado de Nevada, Estados Unidos.

## História
Nos primeiros tempos era conhecida como Bews. Shafter foi fundada em 1906 como estação da Nevada Northern Railway. Nesse local, viviam 40 pessoa. Abriu uma escola que encerrou em 1932. Em 1959, a estação de correios fechou e foi a morte da cidade, tornando-se em mais uma cidade fantasma. Hoje os únicos vestígios da localidade são fundações.